# Bathytormus protextus
Bathytormus protextus is een tweekleppigensoort uit de familie van de Crassatellidae. De wetenschappelijke naam van de soort is voor het eerst geldig gepubliceerd in 1832 door Conrad.